# Acridotarsa celsella
Acridotarsa celsella är en fjärilsart som beskrevs av Walker 1863. Acridotarsa celsella ingår i släktet Acridotarsa och familjen äkta malar. Inga underarter finns listade i Catalogue of Life.